# Eukoenenia spelunca
Espèce
Eukoenenia spelunca est une espèce de palpigrades de la famille des Eukoeneniidae.

## Distribution
Cette espèce est endémique d'Espírito Santo au Brésil. Elle se rencontre dans la grotte Archimedes Passini à Vargem Alta.

## Description
Le mâle holotype mesure 0,720 mm.

## Publication originale
- Souza & Ferreira, 2011 : A new troglobitic Eukoenenia (Palpigradi: Eukoeneniidae) from Brazil. Journal of Arachnology, vol. 39, no 1, p. 185-188 (texte intégral).